# 土地管理
土地管理，是運用規劃管理以發展土地資源，使土地作最佳最有效的利用。其發展土地資源被用於多種目的，這可能包括有機農業，造林，水資源管理和生態旅遊項目。